# The Battle of Evermore
The Battle of Evermore — третья песня из альбома Led Zeppelin IV английской рок-группы Led Zeppelin. Инструментальная часть композиции исполнена Джимми Пейджем (мандолина) и Джоном Полом Джонсом (акустическая гитара), вокальная — Робертом Плантом и Сэнди Денни, вокалисткой британской фолк-рок-группы Fairport Convention, с которой Led Zeppelin в 1970 году выступали на одной сцене.

## История создания
Мелодию песни сочинил в Хэдли Грэйнж Джимми Пейдж, причём, наигрывая на мандолине Джона Пола Джонса. «Battle of Evermore мы с Робертом Плантом написали почти мгновенно. Я просто взял мандолину Джона Пола Джонса, инструмент, на котором никогда прежде не играл, и написал всё за один присест», — говорил гитарист в интервью Trouser Press 1977 года..

### Участие Сэнди Денни
Роберт Плант говорил о Сэнди Денни:
С самого начала мы с ней ощущали взаимное притяжение. Помню, как потряс меня уже сам по себе снимок на 5-й странице Daily Mirror, где мы стоим, обнявшись — после того, как (в Melody Maker) получили «Лучший вокал» — каждый в своей категории… Я с самого начала был большим их поклонником — собственно, внутренняя связь между Led Zeppelin и Fairport Convention была несомненной… Так что, когда мы с Джимми начали работу над The Battle of Evermore, и стало ясно, что тут нужен вокальный дуэт — когда один голос словно бы откликается на воинственный призыв другого, — выбор был очевиден. И когда она на мою первую фразу — A queen of Light took her bow…. Ответила своим: Oh, dance in the dark of night… — мы с Джимми (а он находился в кабинке) переглянулись через стекло, обменялись кивками… Это неизъяснимое счастье: когда ты выразил мысль, а другой — не просто мысль эту понял, но и поднял её на новую высоту!Роберт Плант. Sandy Denny documentary
В благодарность за участие в записи Сэнди Денни удостоилась на обложке альбома персонального символа (в виде трёх пирамид).

### Текст песни
Поклонники творчества Толкина рассматривают текст песни как описание Битвы на Пеленнорских Полях из книги «Властелин колец». Упоминание Авалона («I’m waiting for the angels of Avalon, waiting for the eastern glow…») может рассматриваться и как отсылка к кельтскому фольклору, и как намеренное искажение названия Валинор.

### Исполнение на концертах
На концертах группы песня дебютировала лишь в 1977 году. Второй лидер-вокал обеспечивали то Джон Пол Джонс, то Джон Бонэм, ударник Led Zeppelin.

### Кавер-версии
В 2012 году голландский певец и композитор Арьен Лукассен записал кавер-версию песни для своего сольного альбома Lost in the New Real, партии второго вокала были исполнены бельгийской фолк-певицей Лисбет Дульсимер.

## Музыканты
- Роберт Плант — вокал
- Джимми Пейдж — мандолина
- Джон Пол Джонс — акустическая гитара
- Сэнди Денни — вокал